# Washington Globe

Le Washington Globe est un quotidien américain de la ville de Washington fondé en 1830 à l'instigation du président américain Andrew Jackson, qui en a fait l'organe officieux de ses partisans.

## Histoire
Le journal a été créé en 1830, l'année où le président américain Andrew Jackson, élu en 1828, a réclamé la création d'un quotidien pro-administration en raison des tensions qui l'opposaient à son vice-président John Calhoun. Jackson estimait que le  journal United States Telegraph, qui était jusque-là privilégié par l'administration était en réalité beaucoup plus loyal envers le vice-président John Calhoun qu'envers lui-même.
Francis Preston Blair, Sr., journaliste, était l'influent patron du Washington Globe, qu'il a créé en 1830, l'année où il s'est installé dans la capitale fédérale. À partir de 1834, il est secondé et soutenu financièrement par John Rives
Pilier de la Régence d’Albany, le journal était au centre d'une nébuleuse de quelque 400 titres de presse acquis au président américain au moment de son second mandat, parmi lesquels The Richmond Enquirer, l'Albany Argus et le Boston Morning Post. En 1832, lorsqu'il quitte le Courier and Enquirer, tente sans succès de racheter le Washington Globe.